# Nacionalni park Nyanga
Nacionalni park Nyanga (engl. Nyanga National park) nalazi se na sjevernom kraju zimbabveanskih Istočnih planina (Eastern Highlands). To je jedan od najstarijih nacionalnih parkova i ima zajedničku upravu s nacionalnim parkom Mtarazi koji se nalazi južno od granica Nyange. Veći dio parka sastoji se od valovitih dolina i padina s rijetkom šumom i prostire se između 2000 i 2300 metara nadmorske visine. U parku ima mnogo vode u brojnim potocima i rijekama, kao i više posađenih egzotičnih šuma.
Planina Inyangani je najviši vrh u Zimbabveu i diže se na 2592 m nadmorske visine te dominira istočnim krajem parka. Rijeka Pungwe izvire u podnožju planine i teče u južnom pravcu kroz park. Uz pad od 240 metara rijeka ulazi kroz gusto pošumljen kanjon Pungwe. Vodopadi Mtarazi nalaze se nekoliko kilometara južno od kanjona i imaju visinu od 762 metara što ih čini najvišim vodopadima u Zimbabveu. Voda pada s granitnih stijena u dolinu Honde koja se nalazi izvan parka. U parku se nalaze vodopadi Nyangombe.
Popis životinja u parku pokazuje veliku raznovrsnost; od afričkih bivola i lavova koji se povremeno dolaze iz nižih predjela u Mozambiku do kudua, antilopa, leoparda i hijena. 
Flora je bujna i u pojedinim slučajevima jedinstvena; aloe inyanganensis i šume patuljastih msasa nalaze se na zapadnim padinama.
U branama, rijekama i potocima nalaze se lososi. Najčešći je dugin losos, ali se pojavljuju i smeđi, kao i američki potočni losos. U Nyangi ima osam manjih brana i umjetnih jezera. U parku ima mnogo kamenih struktura koje imaju arheološki značaj.
Odjeljenje za Nacionalne parkove (Department of National Parks) ima više planinskih koliba na branama Mare, Rodes i Udu.